# Vladimir Vasilj
Vladimir Vasilj (Hanover, Alemania; 6 de julio de 1975) es un ex-futbolista croata de origen alemán cuya posición fue la de guardameta.

## Trayectoria
Nació en Hannover y comenzó su carrera profesional en el club croata NK Hrvatski Dragovoljac en la temporada 1995-96. Continuó jugando para el club en las siguientes tres temporadas, siendo el arquero titular en las tres temporadas.
Fue a Zagreb para fichar para el HNK Varteks Varaždin en el verano de 2003 y pasó una temporada en el club siendo titular, participando en 30 partidos, así como en los dos partidos del club en la primera ronda de la Copa de la UEFA, donde fueron eliminados por el club húngaro Debreceni VSC. Regresó a Dinamo Zagreb en 2004 y pasó una temporada en el club otra vez como titular, haciendo un total de 20 apariciones en la liga y también juega en todos los seis encuentros del club que Copa UEFA de esa temporada.
Dejó el Dinamo en el 2005 y se fue al equipo Turco club Konyaspor, donde pasó la primera parte de la temporada 2005-06 como el segundo portero, haciendo sólo dos apariciones en la Süper Liga, y posteriormente pasó a dejar Konyaspor para jugar para el NK Široki Brijeg de Bosnia y Herzegovina a principios de 2006, firmando un contrato de 18 meses hasta junio de 2007. Fue liberado por el club y luego se retiró en julio de 2009.

## Selección nacional
Tuvo sus primeras convocatorias en 1998, fue llamado a la lista final de 22 elementos para la Copa Mundial de Fútbol de 1998 en Francia, pero no tuvo minutos de juego donde Croacia sorprendentemente terminó tercera. Antes de la Copa del mundo, hizo su debut internacional como portero suplente en la segunda mitad del partido amistoso de Croacia contra Eslovaquia jugado el 29 de mayo de 1998 en Pula..
En 2002, regresó a la selección Croata como tercer portero y fue nombrado en la lista de 23 jugadores para la Copa Mundial de Fútbol de 2002 en Corea y Japón, pero una vez más no logró jugar en inguno de los partidos en el torneo. Antes de la Copa del mundo, disputó su segundo partido internacional en un partido amistoso contra Hungría. Posteriormente no volvió a ser convocado, pero fue llamado para ser el tercer portero de la selección croata en la Eurocopa 2004 en Portugal después de que Stipe Pletikosa se viera obligado a retirarse del torneo debido a una lesión.

### Participaciones en Copas del Mundo
| Mundial                        | Sede                  | Resultado    |
| ------------------------------ | --------------------- | ------------ |
| Copa Mundial de Fútbol de 1998 | Francia               | Tercer lugar |
| Copa Mundial de Fútbol de 2002 | Corea del Sur y Japón | Primera fase |

### Participaciones en Eurocopa
| Copa          | Sede     | Resultado    |
| ------------- | -------- | ------------ |
| Eurocopa 2004 | Portugal | Primera fase |

## Clubes
| Club                 | País    | Año       |
| -------------------- | ------- | --------- |
| Hrvatski Dragovoljac | Croacia | 1995-1998 |
| Dinamo Zagreb        | Croacia | 1998-2001 |
| NK Zagreb            | Croacia | 2001-2003 |
| NK Varteks Varaždin  | Croacia | 2004      |
| Dinamo Zagreb        | Croacia | 2004-2005 |
| Konyaspor            | Turquía | 2005      |
| NK Široki Brijeg     | Croacia | 2006-2009 |

- Datos: Q983891